# 鄧斯特布爾 (麻薩諸塞州)
鄧斯特布爾（英語：Dunstable）是一個位於美國麻薩諸塞州米德爾塞克斯縣的鎮。

## 人口
根據2020年美國人口普查的數據，鄧斯特布爾的面積為43.40平方千米，當中陸地面積為42.90平方千米，而水域面積為0.50平方千米。當地共有人口3358人，而人口密度為每平方千米77人。